# Diclidanthera bolivarensis
Diclidanthera bolivarensis är en jungfrulinsväxtart som beskrevs av Henri François Pittier. Diclidanthera bolivarensis ingår i släktet Diclidanthera och familjen jungfrulinsväxter. Inga underarter finns listade i Catalogue of Life.